# Station Hove (België)
Station Hove is een spoorwegstation langs spoorlijn 25 (Brussel - Antwerpen) in de gemeente Hove.
Tot in 1889 had Hove geen station. In 1892 werd een wachtzaal gemaakt in een oude spoorwegwagen zonder wielen. Op 01/10 1898 werd een eerste stenen gebouwtje geopend. In 1932 werd de spoorweg uitgegraven, omdat de lijn 25 geëlektrificeerd werd kwamen er 2 dubbele sporen en een nieuw stationsgebouw aan de overzijde. De huidige spoorwegbrug verving de bareel. Het stationsgebouw is nu gesloten en doet dienst als café.

## Huidige situatie
Het stationsgebouw is gebouwd op het niveau van het perron, 1 niveau onder het stationsplein. De stationschef had via het stationsplein toegang tot zijn dienstwoning. De reizigers konden via een trap naast het gebouw afdalen naar het perron. De voor de treindienst bestemde lokalen (magazijnen, wachtzaal e.d.) waren via het perron bereikbaar.
Sinds 6 januari 2005 is het loket gesloten. De reizigers dienen hun ticket via de automaat, online of op de trein te kopen. Hoewel er plannen waren om het gebouw te slopen, is in het stationsgebouw nu brasserie Bar Eduard gevestigd.
Dit is het laatste station tussen Brussel en Antwerpen waar lijn 25 en lijn 27 parallel lopen.

## Treindienst
| Serie | Treinsoort             | Route                                                                              | Bijzonderheden |
| ----- | ---------------------- | ---------------------------------------------------------------------------------- | --- |
| S 1   | S-trein Brussel (NMBS) | Charleroi-Centraal – /Nijvel – Brussel-Zuid – Mechelen – Hove – Antwerpen-Centraal | Op zondag een deel Brussel-Noord - Nijvel en een deel Brussel-Zuid - Antwerpen-Centraal. Tijdens de week eerste en laatste ritten van/naar Charleroi-Centraal. |

## Galerij

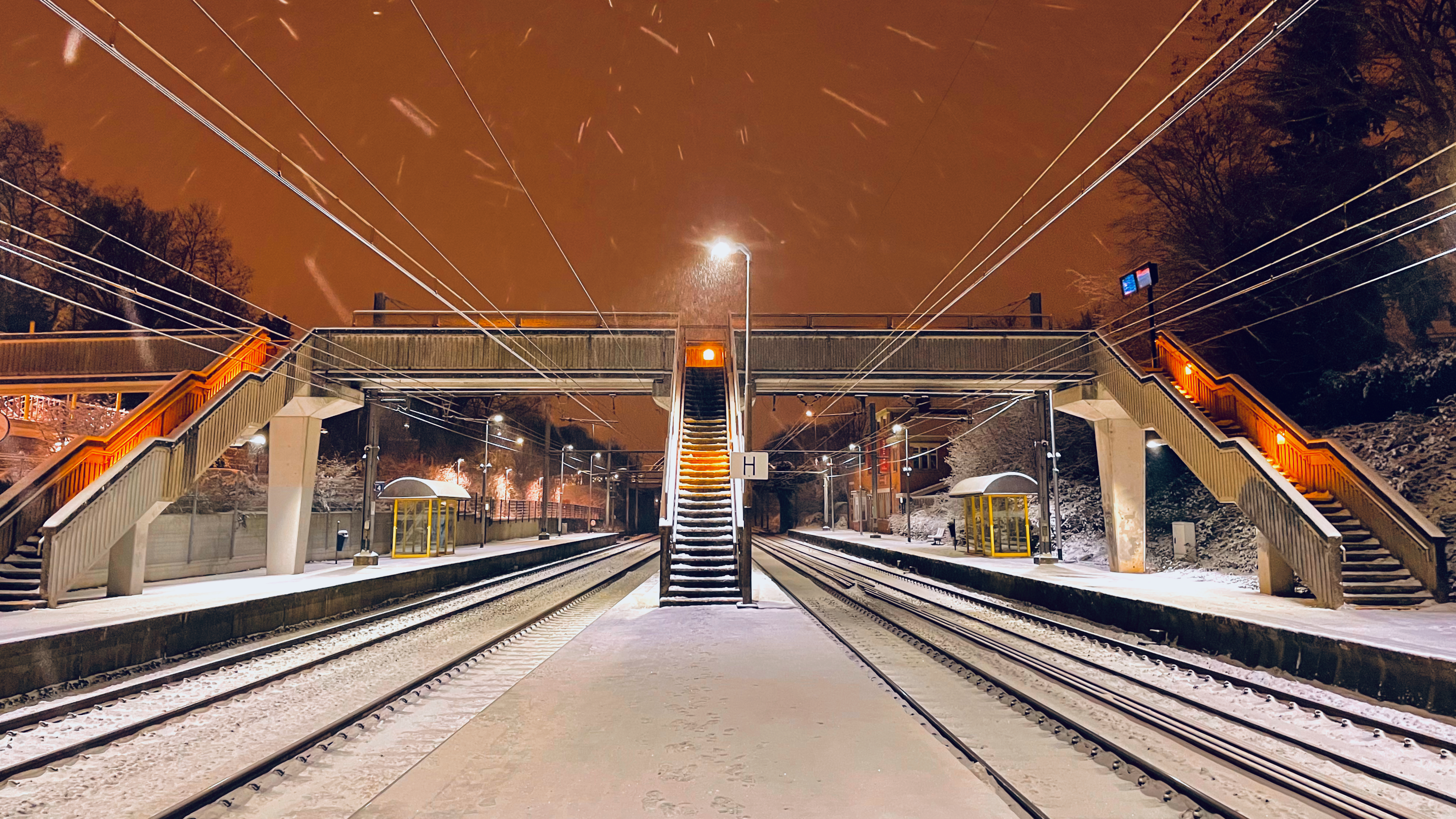
Zicht op de perrons
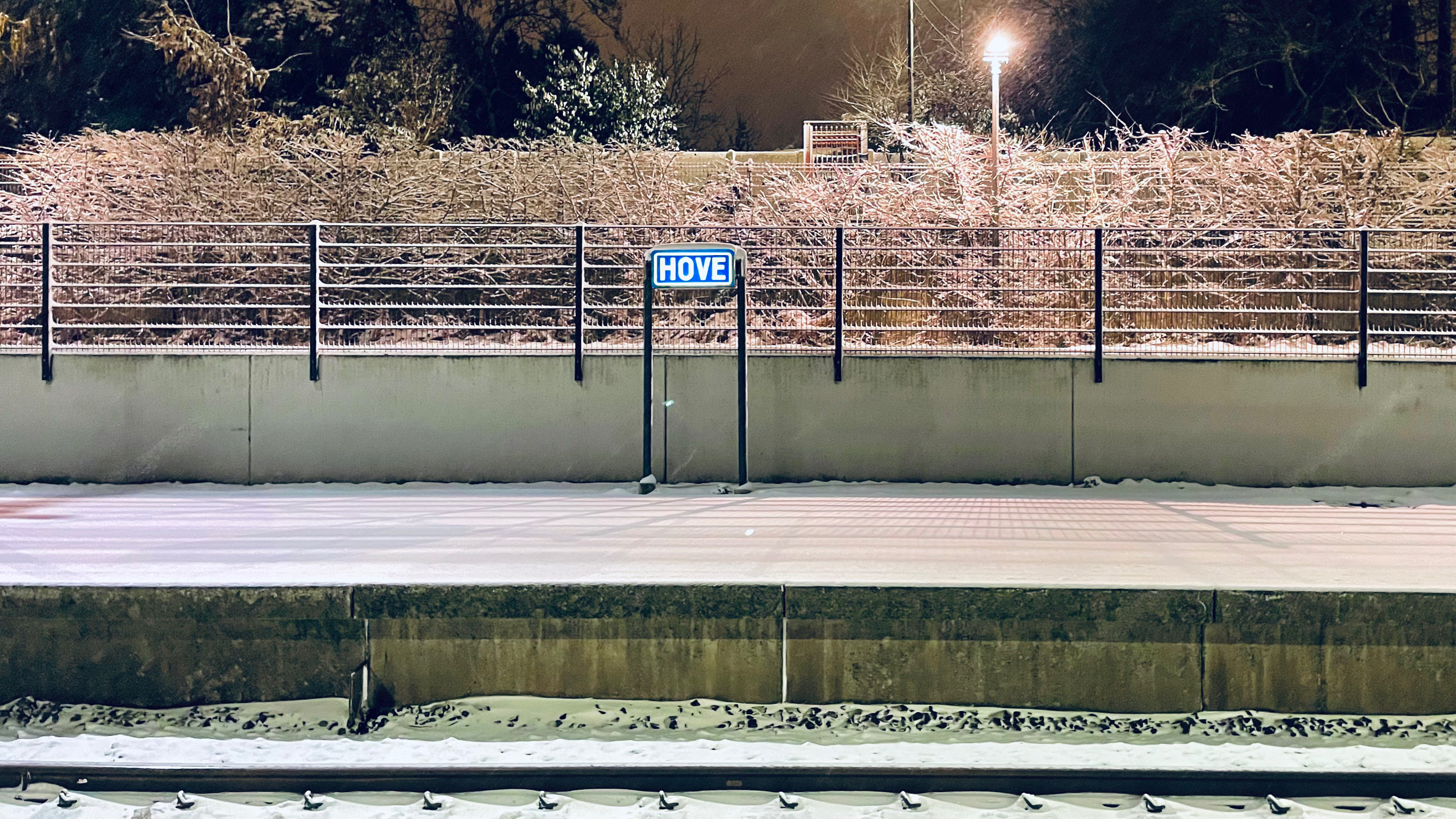
Naambord op een perron

## Reizigerstellingen
De grafiek en tabel geven het gemiddeld aantal instappende reizigers weer op een week-, zater- en zondag.
| Tabel: aantal instappende reizigers station Hove | Tabel: aantal instappende reizigers station Hove | Tabel: aantal instappende reizigers station Hove | Tabel: aantal instappende reizigers station Hove |
|                                                  | Weekdag                                          | Zaterdag                                         | Zondag                                           |
| ------------------------------------------------ | ------------------------------------------------ | ------------------------------------------------ | ------------------------------------------------ |
| 1977                                             | 1 096                                            | 304                                              | 268                                              |
| 1978                                             | 1 123                                            | 349                                              | 258                                              |
| 1979                                             | 1 173                                            | 357                                              | 247                                              |
| 1980                                             | 1 205                                            | 328                                              | 273                                              |
| 1981                                             | 1 019                                            | 342                                              | 270                                              |
| 1982                                             | 1 101                                            | 308                                              | 229                                              |
| 1983                                             | 1 012                                            | 244                                              | 235                                              |
| 1984                                             | 781                                              | 193                                              | 178                                              |
| 1985                                             | 788                                              | 167                                              | 220                                              |
| 1986                                             | 717                                              | 141                                              | 99                                               |
| 1987                                             | 726                                              | 166                                              | 124                                              |
| 1988                                             | 636                                              | 188                                              | 112                                              |
| 1989                                             | 563                                              | 130                                              | 124                                              |
| 1990                                             | 638                                              | 201                                              | 119                                              |
| 1991                                             | 631                                              | 130                                              | 138                                              |
| 1992                                             | 671                                              | 142                                              | 104                                              |
| 1993                                             | 591                                              | 159                                              | 130                                              |
| 1994                                             | -                                                | -                                                | -                                                |
| 1995                                             | 438                                              | 139                                              | 87                                               |
| 1996                                             | 646                                              | 195                                              | 127                                              |
| 1997                                             | 565                                              | 115                                              | 140                                              |
| 1998                                             | 600                                              | 130                                              | 104                                              |
| 1999                                             | 512                                              | 154                                              | 84                                               |
| 2000                                             | 548                                              | 174                                              | 206                                              |
| 2001                                             | 606                                              | 192                                              | 120                                              |
| 2002                                             | 556                                              | 164                                              | 192                                              |
| 2003                                             | 560                                              | 136                                              | 135                                              |
| 2004                                             | 595                                              | 163                                              | 144                                              |
| 2005                                             | 685                                              | 206                                              | 180                                              |
| 2006                                             | 625                                              | 194                                              | 124                                              |
| 2007                                             | 635                                              | 159                                              | 152                                              |
| 2008                                             | -                                                | -                                                | -                                                |
| 2009                                             | 559                                              | 132                                              | 101                                              |
| 2010                                             | -                                                | -                                                | -                                                |
| 2011                                             | -                                                | -                                                | -                                                |
| 2012                                             | 485                                              | 128                                              | 119                                              |
| 2013                                             | 509                                              | 114                                              | 120                                              |
| 2014                                             | 486                                              | 100                                              | 120                                              |
| 2015                                             | 487                                              | 131                                              | 115                                              |
| 2016                                             | 523                                              | 110                                              | 95                                               |
| 2017                                             | 504                                              | 160                                              | 149                                              |
| 2018                                             | 503                                              | 172                                              | 149                                              |
| 2019                                             | 523                                              | 112                                              | 150                                              |
| 2020                                             | 298                                              | 155                                              | 80                                               |
| 2021                                             | -                                                | -                                                | -                                                |
| 2022                                             | 572                                              | 361                                              | 269                                              |
| 2023                                             | 540                                              | 402                                              | 311                                              |
| 2024                                             | 577                                              | 382                                              | 271                                              |

0,0: Brussel-Groendreef ·
0,0: Brussel-Noord ·
2,4: Schaarbeek ·
7,3: Buda ·
9,4: Vilvoorde ·
13,6: Eppegem ·
15,9: Weerde ·
19,5: Mechelen-Kanaal ·
20,4: Mechelen ·
22,0: Mechelen-Nekkerspoel ·
26,5: Sint-Katelijne-Waver ·
28,9: Duffel ·
33,8: Kontich-Lint ·
36,2: Hove ·
38,1: Mortsel-Oude-God ·
39,7: Mortsel-Deurnesteenweg ·
39,7: Mortsel ·
41,8: Antwerpen-Berchem ·
43,8: Antwerpen-Centraal ·
47,6: Antwerpen-Luchtbal
0,0: Brussel-Noord ·
2,4: Schaarbeek ·
7,2: Machelen ·
9,4: Vilvoorde ·
13,6: Eppegem ·
15,9: Weerde ·
19,5: Mechelen-Kanaal ·
20,4: Mechelen ·
22,0: Mechelen-Nekkerspoel ·
26,5: Sint-Katelijne-Waver ·
28,9: Duffel ·
33,8: Kontich-Lint ·
36,2: Hove ·
38,2: Mortsel-Liersesteenweg ·
39,8: Mortsel ·
41,8: Antwerpen-Berchem ·
43,8: Antwerpen-Centraal